# Galantiči
Galantiči este o localitate din comuna Koper, Slovenia, cu o populație de 18 locuitori.